# YunoHost
YunoHost és una distribució basada en Debian GNU Linux, composta per programari lliure, la qual pretén facilitar la creació de servidors d'allotjament de serveis web propis. YunoHost permet a l'usuari instal·lar i utilitzar el seu propi servidor per allotjar, gairebé sempre a casa, serveis com bústies de correu electrònic, llocs web, eines de sincronització d'arxius, missatgeria instantània, etc. El nom YunoHost prové de l'anglès Y-U-No-Host (Why you no host?: en català, «Per què no ets l'amfitrió?»). Aquest nom és un joc de paraules derivat del meme d'Internet "Y U NO».

## Història
El projecte YunoHost va ser iniciat el 2012 per Alexis Gavoty i Adrien Beudin, dos francesos que practicaven l’allotjament propi. El febrer de 2012, Alexis Gavoty es va comprometre a reconfigurar el seu servidor de correu copiant la configuració de la d’Adrien Beudin. Desenvolupadors de professió, decidiren automatitzar el procés creant una interfície d'administració, que els conduí al llançament d'una primera versió beta el 31 de maig. L'endemà, va ser objecte d'un article al blog de Manuel Dorne, un famós bloguer francès. La versió estable 1.0 es va llançar finalment el 22 d'agost de 2012.
Entre 2012 i 2014, nous contribuïdors regulars agafaren el projecte i YunoHost emprengué una reescriptura completa del seu codi en Python en el marc de la versió 2.0.
En aquella època, el context de l'allotjament propi es va ampliar amb l’arribada de les primeres targetes ARM a través de Raspberry Pi. De fet, YunoHost està en línia amb el projecte FreedomBox teoritzat el 2010 per Eben Moglen durant el seu discurs "Freedom in the Cloud". El 2014, juntament amb els ISP associatius francesos de la Federació FDN, va néixer La Brique Internet, un encreuament entre una targeta ARM, YunoHost i una VPN, que permet, entre altres coses, simplificar el procés d’instal·lació saltant les interfícies i restriccions de caixa dels ISP comercials.
L'any 2015, Alexis Gavoty que validava, fins llavors, la major part de les contribucions deixà pas a nous contribuidors. De manera orgànica, Jérôme Lebleu prengué el relleu sent el qui més aportaria en contribucions al projecte en aquella època. A continuació, a finals del 2016, el projecte quedà aturat sis mesos per falta de persones encarregades de la integració de les contribucions. En comprovar aquesta situació, alguns contribuïdors tractaren de definir un nou marc de responsabilitats entre diverses persones a través d'un document formalitzant el funcionament del col·lectiu. El projecte es reprengué llavors, i a continuació finalment un altre contribuïdor aparegué anomenat Alexandre Aubin.
El 2017, l'associació Framasoft va donar suport ajudant a empaquetar les aplicacions del projecte en la campanya Dégooglisons Internet.
El 25 d'agost de 2018 és creà l'associació Suport Self-Hosting amb l'objectiu de sostenir financerament el projecte YunoHost i la pràctica de l'autoallotjament en general. El projecte rebé llavors un finançament de la fundació NlNet.
L'any 2021, YunoHost comptabilitzà més de 5500 servidors principalment a França però també més recentment a Alemanya. La solució començà també a ser adoptada per serveis d'allotjament com Scaleway.

## Filosofia
YunoHost és una distribució que pretén simplificar el més possible les etapes necessàries per a auto-albergar serveis i aplicacions web, a partir de la hipòtesi que si una part important de la població és capaç d'utilitzar en autonomia un ordinador o un telèfon intel·ligent, podria ser-ne així mateix per a servidors.
Comparativament a altres projectes com Synology, Cloudron, Sandstorm, Cozy Cloud o FreedomBox, YunoHost ha optat per:
- publicar el seu codi sota llicències lliures i restringir el catàleg oficial a les aplicacions lliures
- ser multiusuaris i muti-dominis
- seleccionar dependències com una fundació per a les aplicacions (nginx, postfix, dnsmasq, etc.)[20]
- crear el seu propi format de paquets per tal de respondre a les necessitats específiques del desplegament d'aplicacions web més aviat que utilitzant docker o un format existent com .deb
- suportar dispositius lleugers tals com plaques ARM amb 512Mo de RAM

## Organització del projecte
No hi ha cap estructura directriu, i YunoHost està recolzat per persones que contribueixen voluntàriament mitjançant el desenvolupament, el paquet d'aplicacions, les traduccions o fins i tot la documentació. L’associació Support Self-Hosting només està present en suport financer i administratiu.

## Versions
| Versió (nom)                                                                   | Data de publicació | Versió de Debian | Canvis rellevants                           |
| ------------------------------------------------------------------------------ | ------------------ | ---------------- | ------------------------------------------- |
| 1.0                                                                            | 22 agost 2012      | Squeeze          |                                             |
| 2.0                                                                            | 12 juny 2014       | Wheezy           | Canviant a python2 i nginx                  |
| 2.2                                                                            | 28 maig 2015       | Wheezy           | Compatibilitat amb Jessie                   |
| 2.4                                                                            | 20 maig 2016       | Jessie           | Eines de restauració pròpies                |
| 2.5 (Chelsea Manning)                                                          | 24 gener 2017      | Jessie           | Suport de Let's Encrypt                     |
| 2.6 (Aaron Swartz)                                                             | 23 juny 2017       | Jessie           | Canvi de l'URL de les aplicacions           |
| 2.7 (Eben Moglen)                                                              | 25 agost 2017      | Jessie           | Mecanisme de migració                       |
| 3.0                                                                            | 17 juny 2018       | Stretch          | Canviant a Stretch                          |
| 3.1                                                                            | 15 agost 2018      | Stretch          | Autoconfiguració de correus electrònics     |
| 3.2                                                                            | 11 setembre 2018   | Stretch          | Compartir registres per obtenir assistència |
| 3.3                                                                            | 23 novembre 2018   | Stretch          | Indicador de qualitat de l'aplicació        |
| 3.4                                                                            | 29 gener 2019      | Stretch          | Correccions de seguretat                    |
| 3.5                                                                            | 19 abril 2019      | Stretch          | Temes per al portal d’usuaris               |
| 3.6                                                                            | 5 juliol 2019      | Stretch          | Fi del concepte d'aplicacions oficials      |
| 3.7                                                                            | 27 març 2020       | Stretch          | Gestió de grups                             |
| 3.8                                                                            | 22 maig 2020       | Stretch          | Sistema de diagnòstic                       |
| 4.0                                                                            | 29 juliol 2020     | Buster           | Canviant a Buster                           |
| 4.1                                                                            | 8 gener 2021       | Buster           | Grups de retransmissió de correu + v2       |
| 4.2                                                                            | 8 maig 2021        | Buster           | Canviant a Python3 i VueJS                  |
| 11                                                                             |                    | Bullseye         |                                             |
| Llegenda:Versió antigaDarrera versióDarrera versió preliminarProper llançament |                    |                  |                                             |

## Crítica
L'any 2017, Aeris, desenvolupador a Cozy Cloud, feu una conferència per parlar de la seguretat i de la fiabilitat dels sistemes d'autoallotjament com YunoHost o Brique Internet. Considerà que la falta de regularitat de la part dels usuaris per posar-se al dia dels riscos i situacions compromeses de seguretat dels servidors creats per ells mateixos, podria desembocar en la constitució de botnets. A més, apuntà a la poca fiabilitat de les targetes SD que s’utilitzen habitualment amb dispositius basats en targetes ARM com Brique Internet.